# Tanquihua
Tanquihua, stari indijanski narod nekada naseljen na području provincije Vilcas (Vilcashuaman; danas Vilcas Huamán) u današnjem Peruu u regiji Ayacucho. Imali su svoj vlastiti jezik, ali su se služili i jezicima quechua u aymara. 
Inke su n području Vilce naselili i plemmena iz drugih krajeva, među kojima i pleme Anta i druga duga uha (uhonje)